# Instituto Millenium
El Instituto Millenium, también conocido por el acrónimo Imil (o IMIL), es un «think tank de defensa» brasileño, con sede en Río de Janeiro. Fue creado en 2005 por la economista Patricia Carlos de Andrade y por el profesor de filosofía Denis Rosenfield, para difundir una cosmovisión basada en el liberalismo económico (o «derecha moderna»). Tiene el apoyo de grandes grupos empresariales y medios de comunicación, con el objetivo de influir en la sociedad brasileña a través de la difusión de las ideas de sus representantes, expertos y columnistas.

## Historia
El Instituto Millenium (Imil) fue fundado en 2005 como Instituto de Estudos da Realidade Nacional, un nombre que, curiosamente recuerda al «Centro de Estudios de la Realidad Nacional», donde Armand Mattelart era un profesor investigador en el Chile del socialista Salvador Allende. En 2009, Imil se convirtió en una «Organización de la Sociedad Civil de Interés Público» (OSCIP).

## Actividades
Imil divulga su cosmovisión a través de «seminarios, conferencias y reuniones en todo el país, el contacto con la prensa y la publicación de análisis diarios en el portal.
Oficialmente, Imil se declara «sin vinculación político partidaria». Pero los valores que da a conocer («libertad individual, derechos de propiedad, economía de mercado, democracia representativa, Estado de Derecho y límites institucionales a la acción del gobierno»), atrae a los pensadores, políticos y personalidades vinculadas a un espectro ideológico conservador y al liberalismo económico.
Imil se alinea con otras instituciones similares, brasileñas o internacionales, vinculadas al pensamiento conservador. Entre ellas están el Instituto Liberal, Instituto Liberdade, Instituto Ling, Instituto de Estudos Empresariais, la red chilena Latinoamérica Libre y el global Atlas Economic Research Foundation.
Pensadores y escritores identificados con la derecha política también se encuentran entre los fundadores, expertos y colaboradores habituales de Imil. Entre ellos, Rodrigo Constantino, Reinaldo Azevedo, Olavo de Carvalho, Demétrio Magnoli, Marcelo Madureira y la bloguera cubana anti-Castro Yoani Sánchez.

## Financiación y estructura
Al convertirse en OSCIP, el Imil se hizo elegible para «recibir donativos deducibles para el impuesto sobre la renta de las personas jurídicas de hasta 2%». Entre sus partidarios, socios y patrocinadores están empresas de medios como Grupo Abril (revistas Veja y Exame), Grupo OESP (O Estado de S. Paulo) y Grupo RBS (afiliado a la Rede Globo en el sur de Brasil), la segunda más grande universidad privada en Brasil (Estácio de Sá), conglomerados industriales (Grupo Gerdau y Suzano), empresas de servicios (Localiza), aseguradoras (Porto Seguro), y empresas financieras como el Bank of America Merrill Lynch. El instituto también acepta donaciones de particulares.

## Personalidades relacionadas
Entre otros patrocinadores y asociados notables, Imil cuenta con las siguientes personalidades de las escenas culturales, periodísticas y empresariales brasileñas:
- Armínio Fraga (expresidente del Banco Central de Brasil)
- Gustavo Franco (expresidente del Banco Central de Brasil)
- Ives Gandra (jurista y abogado)
- João Roberto Marinho (vicepresidente de las Organizações Globo)
- Jorge Gerdau Johannpeter (Presidente del Grupo Gerdau)
- Judith Brito (directora superintendente del Grupo Folha)
- Nelson Sirotsky (presidente del Grupo RBS)
- Pedro Bial (presentador del Big Brother Brasil)
- Ricardo Diniz (vicepresidente de Bank of America Merrill Lynch Brasil)

El fallecido Roberto Civita, presidente del Grupo Abril, fue también uno de los consejeros del Instituto Millenium.